# Sebastián Jurado
Artikeln följer den spanska namnseden; faderns efternamn är Jurado och moderns efternamn Roca.
Sebastián Jurado Roca, född 28 september 1997, är en mexikansk fotbollsmålvakt som spelar för Cruz Azul.
Han blev olympisk bronsmedaljör i fotboll vid sommarspelen 2020 i Tokyo.